# Première guerre civile libérienne
Pour les articles homonymes, voir Guerre civile libérienne.
La première guerre civile libérienne éclate à la fin de l'année 1989 contre le régime de Samuel Doe. Le conflit dégénère au début des années 1990 sur des bases ethniques et économiques, s'étendant à plusieurs pays voisins. Malgré de nombreux accords de paix à partir de 1990, il ne se finit qu'en 1996-1997 par l'élection de Charles Taylor à la présidence. En Sierra Leone, la guerre civile provoquée par la situation libérienne se perpétue jusqu'en 2002, alors que le Liberia s'enfonce dans un nouveau conflit au tournant de la décennie.

## Histoire
Depuis son indépendance en 1847, le Liberia est contrôlé par les settlers, les Américo-Libériens. Le 12 avril 1980, Samuel Doe prend le pouvoir lors d'un coup d'État. Les natives, les autochtones, sont pour la première fois à la tête du pays. Samuel Doe favorise les membres de son ethnie, les Krahns, provoquant de multiples conflits sociaux durement réprimés durant les années 1980, sur fond de crise économique. À la suite de l'échec d'un coup d'État mené par le général Thomas Quiwonkpa (en) en 1985, plusieurs opposants et dissidents s'exilent. Charles Ghankay Taylor prend la tête du National Patriotic Front of Liberia (en) (NPFL), fondé en Côte d'Ivoire et rassemblant cette opposition. Soutenus et entraînés par la Libye et le Burkina Faso, les 160 combattants du NPFL lancent leurs premières actions autour du mont Nimba en décembre 1989. La rébellion progresse rapidement dans l'ensemble du pays au début de l'année 1990. Les effectifs du NPFL étant principalement constitués de Gios et de Manos, les Armed Forces of Liberia, l'armée régulière, se rend responsable de massacres contre les civils de ces ethnies. Quasiment seule la capitale, Monrovia, échappe au contrôle du NPFL au début de l'été 1990.
En mai 1990, la Communauté économique des États de l'Afrique de l'Ouest (CEDEAO), sur proposition d'Ibrahim Babangida, décide d'envoyer une force d'interposition, l'Economic Community of West African States Cease-fire Monitoring Group (Ecomog). Le contingent (formé par le Nigeria, le Ghana, la Sierra Leone, la Gambie, la Guinée, le Mali et le Sénégal) intervient le 24 août à Monrovia, empêchant le NPFL de prendre la capitale alors qu'il contrôle déjà 90 % du pays. Au sein de la rébellion naissent des tensions : durant l'été, Prince Johnson, l'un des fondateurs du NPFL, rompt avec Charles Taylor et fonde le Independent National Patriotic Front of Liberia (en) (INPFL). Se rapprochant de l'Ecomog et peut-être soutenu par les États-Unis, l'INPFL capture le 6 septembre Samuel Doe, qui meurt torturé peu de temps après. La CEDEAO organise un processus de paix dès le début du mois de septembre, prévoyant un cessez-le-feu, le désarmement des différents groupes et la constitution d'un Interim Government of National Unity, mais sans grand effet sur le conflit.
Au début de l'année 1991, la guerre s'étend en Sierra Leone, alors que se multiplient les accords de paix au Liberia. Charles Taylor soutient la fondation du Revolutionary United Front, opposé au régime de Joseph Saidu Momoh, déclenchant une guerre civile en mars 1991. L'United Liberation Movement of Liberia for Democracy (Ulimo), regroupant à partir de la fin 1990 des partisans de l'ancien régime de Samuel Doe, mène depuis la Sierra Leone des attaques contre le NPFL à partir du mois de mai 1991. Début 1992, son avancée dans les comtés de grand Cape Mount, Bomi et Lofa, menace le NPFL qui tente au mois d'octobre de prendre la capitale lors de l'opération Octopus, mais est repoussé par l'Ecomog, les AFL et l'Ulimo. Une résolution du Conseil de sécurité des Nations unies au mois de novembre qui établit un embargo sur les importations d'armes au Liberia et une série de victoires militaires de l'Ecomog à la fin de l'année 1992 compromettent les positions du NPFL, forcé de revenir à une stratégie de guérilla tandis que se développent plusieurs mouvements armés (souvent dissidents du NPFL et de l'Ulimo) et des phénomènes de seigneurs de guerre, profitant du contrôle et du pillage des ressources du pays.
Un nouvel accord en juillet 1993 prévoit l'organisation d'élections en février 1994. Après cet accord, le Conseil de sécurité des Nations unies crée le 22 septembre 1993 la Mission d'observation des Nations unies au Liberia (MONUL), pour aider la CEDEAO et le gouvernement transitoire à essayer de mettre en place des accords de paix. En 1994 et 1995, les différentes factions s'affrontent dans l'ensemble du pays, aucune ne parvenant à une victoire significative sur le plan militaire. Une trêve est néanmoins établie à la suite de l'Accord d'Abuja I le 20 août 1995, mais est rompue à la fin de l'année. Les combats s'étendent à Monrovia au mois d'avril 1996 puis se concentrent au sud-est, entre le NPFL et le Liberia Peace Council (en), et dans l'ouest, entre l'Ulimo-J et l'Ulimo-K, permettant au NPFL de reprendre le contrôle d'une partie du territoire. L'accord d'Abuja II, signé le 17 août 1996 sous l'égide de la CEDEAO, plus efficace que les quatorze accords de paix précédents, établit un cessez-le-feu effectif sur le terrain dès le début du mois de septembre. Malgré le début du désarmement et de la démobilisation à partir du mois de novembre, le pays reste instable et le processus de paix lent. Le 31 janvier 1997, les différents mouvements se transforment officiellement en partis  politiques. En mars 1997, le désarmement des factions armées est considéré comme achevé. Reportées une première fois, les élections sont organisées le 19 juillet. Charles Taylor recueille 75,3 % des voix et devient président le 2 août. Le 12 septembre 1997, la MONUL s'achève, et laisse la place en novembre 1997 au Bureau d'appui des Nations Unies à la consolidation de la paix au Liberia.

## Filmographie
- Lord of War, de Andrew Niccol, sorti en 2005
- Freetown, de Garrett Batty sorti en 2015
- Fragment 53, de Frederico Lodeli & Carlo Gabriele Tribiolli sorti en 2015.